# اپیزود (آلبوم)
«اپیزود» (به انگلیسی: Episode) آلبومی از استراتوواریوس است که در ۲۲ آوریل ۱۹۹۶ منتشر شد.